# 길안면

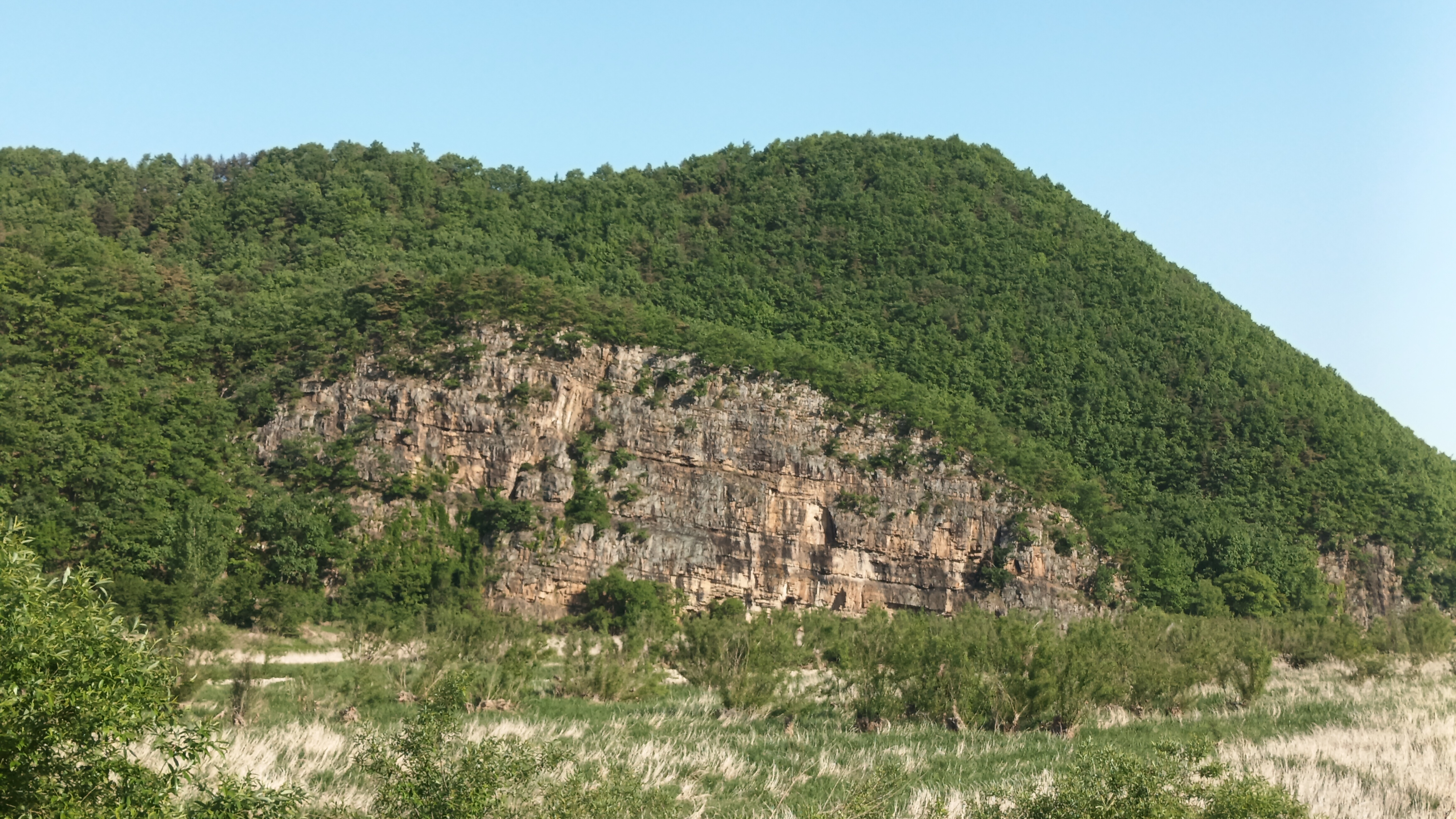
안동시 길안면 만음리, 길안천 하천변의 일직층 노두

길안면(吉安面)은 대한민국 경상북도 안동시의 면이다.

## 연혁
- 조선 시대에는 길안현이었으며 안동부의 속현이었다.
- 1904년 4월 1일 : 길안면과 임남면이으로 분리하였다.
- 1914년 4월 1일 : 길안면과 임남면이 통합하여 길안면이 되었다.
- 1974년 7월 1일 : 지례, 지리를 임동면을 편입시키고 임하면 현하리를 편입
- 1993년 11월 16일 : 임동면 지례리 일부를 대곡리로 편입

## 행정 구역
| 법정리 | 행정리                    | 비고                   |
| ------ | ------------------------- | ---------------------- |
| 고란리 | 고란리                    |                        |
| 구수리 | 구수1리, 구수2리          |                        |
| 금곡리 | 금곡리                    |                        |
| 대곡리 | 대곡1리, 대곡2리          |                        |
| 대사리 | 대사1리, 대사2리          |                        |
| 만음리 | 만음1리, 만음2리          |                        |
| 묵계리 | 묵계1리, 묵계2리          |                        |
| 배방리 | 배방리                    |                        |
| 백자리 | 백자리                    |                        |
| 송사리 | 송사1리, 송사2리          |                        |
| 용계리 | 용계리                    |                        |
| 천지리 | 천지1리, 천지2리, 천지3리 | 면 행정복지센터 소재지 |
| 현하리 | 현하1리, 현하2리, 현하3리 |                        |

## 교육 기관
- 길안초등학교
  - 길안초등학교 길송분교
- 길안중학교

## 문화재
- 묵계서원
- 송사동의 소태나무
- 용계의 은행나무

## 교통 시설
- 국도 35호선
- 당진-영덕 고속도로
- 지방도 914호선